# Dove il cuore batte
Dove il cuore batte è un singolo della cantautrice italiana Annalisa Minetti, pubblicato il 4 giugno 2018.
È dedicato alla figlia Elèna Francesca nata il 29 marzo 2018, avuta dal suo secondo marito Michele Panzarino.
La canzone vede Annalisa oltre che come interprete anche come autrice; si tratta di un brano che parla della forza indomabile e poderosa dell'amore in tutte le sue forme.
Il brano è accompagnato da un video, per la regia di Domenico Pisani, girato alle Cascate delle Marmore.
Il brano, inoltre, dà il nome al tour.

## Tracce
1. Dove il cuore batte – 3:40 (testo: Annalisa Minetti, Stefano Tedeschi – musica: Massimo Saccutelli, Stafano Tedeschi)